# Figures fertiles
 (décembre 2024).
 (novembre 2022).
Il peut être nécessaire de l'améliorer pour respecter le principe de neutralité de point de vue. Veuillez consulter la page de discussion pour plus de détails.

Figures fertiles, sous-titré Essai sur les figures géographiques dans l’art occidental, est un livre de Laurent Grison paru en 2002 dans la collection « Rayon art » des Éditions Jacqueline Chambon-Actes Sud.

## Présentation
Le livre s'ouvre par une citation du poète Philippe Jaccottet, extraite du recueil Paysages avec figures absentes.[réf. souhaitée]
Pascal Bonafoux écrit que : « Le bonheur stendhalien avoué par l’auteur dès la première ligne de la première page est celui que la lecture ne cesse de provoquer ». Il parle aussi du « foisonnement » du livre : « Foisonnement où, comme dans une église baroque où l’on ne sait plus où commence le stuc au-delà du marbre, où la peinture prend le relais du stuc, les éléments qui semblent les plus disparates se fondent en un ensemble qui prend sens ».
Selon la journaliste et critique d’art Valérie Bougault, l’analyse par Laurent Grison d’un tableau du peintre hollandais Meindert Hobbema (1638-1709), L'Allée de Middelharnis (1689), explique « que la figure du carrefour, loin d’être anecdotique, montre, dans une sorte de plénitude symbolique, la conscience du paysage hollandais, sa quintessence et sa pérennité ». Elle ajoute : « Citant Bachelard et Perec, Jaccottet et Ponge, l’auteur poursuit cette étude de la « fécondité des figures visuelles » dans la littérature et la musique. Concernant les arts visuels, il se pourrait que, refermant le livre on ne regarde plus un tableau ou une photographie de la même façon ».